# Multyfarnham
Multyfarnham is een plaats in het Ierse graafschap County Westmeath.